# Măureni
Măureni là một xã thuộc hạt Caraș-Severin, România. Dân số thời điểm năm 2002 là 2645 người.